# Сату-Маре (комуна, Харгіта)
Сату-Маре (рум. Satu Mare) — комуна у повіті Харгіта в Румунії. До складу комуни входить єдине село Сату-Маре.
Комуна розташована на відстані 218 км на північ від Бухареста, 32 км на захід від М'єркуря-Чука, 144 км на схід від Клуж-Напоки, 78 км на північ від Брашова.

## Населення
У 2009 році у комуні проживала 1961 особа.

## Зовнішні посилання
- Дані про комуну Сату-Маре на сайті Ghidul Primăriilor